# Andesin
Andesin är ett silikatmineral och medlem av serien plagioklasfältspat i fast lösning. Dess kemiska formel är (Ca, Na)(Al, Si)4O8.  Det har triklin symmetri och en sammansättning av 30-50 procent anortit och 50-70 procent albit. Formeln kan skrivas som Na0,7-0,5Ca0,3-0,5Al1,3-1,5Si2,7-2,5O8.
Plagioklasfältspaterna är en kontinuerlig serie mellan ändleden med fasta lösningar och som sådan kräver noggrann identifiering av enskilda medlemmar, detaljerade optiska studier, kemisk analys eller densitetsmätningar. Brytningsindex och specifik vikt ökar proportionellt med kalciumhalten.
Andesin är bergartsbildande bland såväl magmatiska som metamorfa bergarter. Mineralet används ibland som en ädelsten.

## Namn och förekomst
Andesin beskrevs första gången 1841 när den påträffades i Marmato-gruvan, Marmato, Cauca, Chocó Department, Colombia. Namnet kommer från Anderna på grund av dess överflöd i andesitlavorna i de bergen.
I början av 2000-talet började röda och gröna ädelstenar marknadsföras under namnet "andesin". Efter en del kontroverser upptäcktes senare att dessa ädelstenar varit konstgjorda färgade.

## Förekomst
Andesin förekommer i mellanliggande magmatiska bergarter som diorit, syenit och andesit. Det förekommer typiskt i metamorfa bergarter av granulit till amfibolit-facies som vanligtvis uppvisar antipertitstruktur. Det förekommer också som detritala korn i sedimentära bergarter. Det är vanligtvis förknippat med kvarts, kaliumfältspat, biotit, hornblände och magnetit.